# Jahiliya
Jahiliyya, al-Jahiliyah eller jahalia (arabisk: arabisk: جَاهِلِيَّة ǧāhiliyyah/jāhilīyah betyder "uvidenhed" eller "ignorance".
Begrebet betegner den førislamiske periode på den Arabiske Halvø, da uvidenhedens tilstand herskede blandt menneskene, eftersom Allahs sendebud, profeten Muhammed, endnu ikke havde åbenbaret den sande religion for områdets indbyggere.
Egentlig er mange muslimer af den opfattelse, at Allahs ord altid har eksisteret blandt menneskene, idet Det Gamle Testamentes tidligere profeter ligeledes formidlede denne sande Guds budskab.
Men eftersom personerne på denne tid, før Muhammads første åbenbaring i år 610 efter moderne tidsregning, misfortolket de tidligere profeters sandfærdige budskaber, så omtales denne periode derfor "Jahiliyya" med særlig vægtlægning på ignorancens kontekstuelle aspekt.